# رودولف گریم
رودولف گریم (آلمانی: Rudolf Grimm؛ زاده ۱۰ نوامبر ۱۹۶۱) یک دانشمند اهل آلمان است.